# Lionel Régal

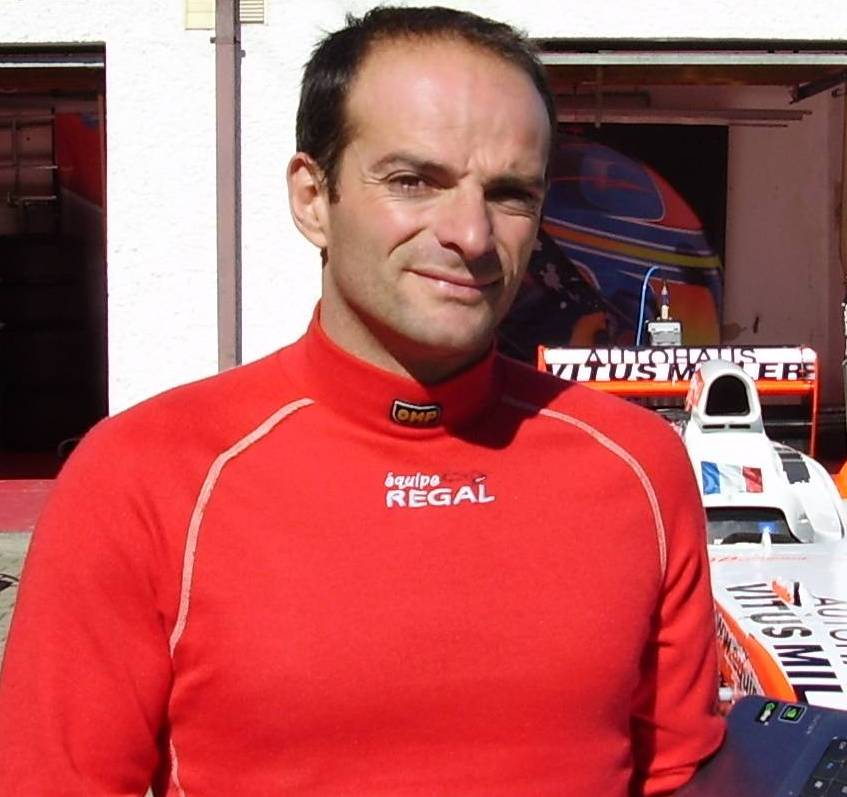
Lionel Régal, 2008

Lionel Régal (* 21. Juli 1975 in Lentilly; † 15. August 2010 in Saint-Ursanne, Schweiz) war ein französischer Bergrennfahrer.

## Karriere
Nach dem Gewinn der nationalen Meisterschaft in Frankreich in den Jahren 2005, 2006 und 2007, gelang ihm 2008 als erster das Double, sowohl die nationale französische Bergmeisterschaft zu gewinnen als auch die Europa-Bergmeisterschaft in der Kategorie Rennwagen.  Eingesetzt wurde ein Reynard 01L-Mugen-Honda aus der Formel Nippon.
Durch die nicht immer mögliche Teilnahme an allen Veranstaltungen beider Rennserien sind solche Doubles eine seltene Konstellation. Durch mögliche Streichresultate und das Zusammentreffen des nationalen Laufes (Monts Dore zählte zur französischen und Europa-Meisterschaft) war aber der Punktverlust durch Terminüberschneidungen minimal. 2009 sah der Kalender anders aus, und an eine Verteidigung auf EBM-Ebene war nicht zu denken. Régal konzentrierte sich auf das französische Championat, das er auch gewann.
In der Winterpause nahm er ab 2008 an der Trophée Andros teil. In der französischen Bergmeisterschaft war er bis zu seinem Tod auf Titelkurs; es standen aber noch drei Rennen aus.
Régal zählte zu den besten Bergrennfahrern in ganz Europa. Schon sein Vater, Marc Régal, fuhr Bergrennen und verstarb 1997 in Tarbes-Osmets im Lola F3000 am Berg. Dieser galt als Pionier der Formel 3000 am Berg. Régals härteste Konkurrenten im Kampf um den Französischen Bergmeistertitel waren seine Landsleute Fabien Frantz, Sebastien Petit und der Nachwuchsfahrer Nicolas Schatz. 2009 wurde aber Régal wieder französischer Meister. In der Europa-Bergmeisterschaft war wohl Simone Faggioli Régals größter Gegner, der sich auch den Titel 2009 holte. Régal war allerdings nur zu wenigen Rennen angetreten. 2010 nahm er an den EBM-Rennen nur in Frankreich und der Schweiz teil.
Am 15. August 2010 prallte Régal bei einem Schweizer Bergrennen zwischen Saint-Ursanne und Rangiers im ersten Wertungslauf gegen einen Baum und starb an der Unfallstelle. Die Strecke war nass; an mehreren Stellen floss das Wasser in Strömen quer über die Strecke.